# Крестев, Крестю
Крестю (Крестё) Котев Крестев (болг. Кръстю Котев Кръстев; 31 мая 1866, Пирот, Османская империя, — 5 апреля 1919, София, Болгария) — болгарский прозаик, лингвист, переводчик, философ, литературный критик и журналист.
Учился в Германии; был профессором философии в Софийском университете и лектором на общеобразовательных и педагогических курсах. Издавал «Литературно-научно списание» (1890), «Критика» (1891) и лучший из болгарских журналов того времени «Мисъль» (с 1892). Его главные труды: «Критики и Етюди» (1895); «Литературни и философски студии» (1897) — критические очерки о Пенчо Славейкове, Стояне Михайловском и Алеко Константинове. Как критик, Крестев обращает больше внимания на внешнюю сторону произведений, мало затрагивая психологическую.

## Сочинения
- Курс философии.1891
- Этюды и критика. 1894.
- Литературные и философские очерки. 1898